# CF-100 カナック
CF-100 カナック
飛行中のCF-100
- 用途：全天候要撃機
- 設計者：ジョン・フロスト
- 製造者：アブロ・カナダ
- 運用者：カナダ空軍、ベルギー空軍
- 初飛行：1950年1月19日
- 生産数：692機
- 生産開始：1952年
- 運用開始：1953年
- 退役：1981年
- 運用状況：退役

CF-100 カナック（Canuck、「カナダ人」の意）はアブロ・カナダ社が製作したカナダ軍の全天候ジェット戦闘機。親愛の情を込めて「クランク」（Clunk、「ドスン」「ガタン」等に相当する擬音）とも呼ばれる。1950年に初飛行し、冷戦時代の防空に従事した。本機は、カナダで設計され、量産された唯一の戦闘機である。
乗員はパイロットと航空士の2名が縦に並び、翼は直線翼、エンジンはターボジェット2基を胴体の左右に並べて翼の上に置き、片発停止時の安定を確保していた。水平尾翼は垂直尾翼の中ほどに位置している十字尾翼を持っている。
CF-100は水平飛行では音速を超えられなかったが、1952年12月18日に、アブロ社のチーフ開発テストパイロットであるヤーノシュ・ズラコウスキが、CF-100 Mk4の試作機によって30,000フィート（約9,000m）の高度からのダイブで音の壁を突破している。

## 設計と開発
第二次世界大戦が終結して冷戦時代となると、カナダ北方の広大な空域はソ連の爆撃機の侵攻に対する前線となり、カナダは防空のために長距離をパトロールできる全天候要撃機を必要とした。それは、パイロットと航空士の複座で、強力な2基のエンジンと、機首には最新式のレーダーおよび火器管制装置を備え、全天候かつ夜間に行動可能な戦闘機となるはずであった。CF-100は、それに加えて短い離陸滑走距離と高い上昇率を持ち、要撃機としての役割をよく満たしていた。
カナダ空軍の全天候戦闘機に関する仕様に対応するための「XC-100」計画が1946年10月にアブロ・カナダ社で開始された。エドガー・アトキン主任設計技師のチームによる研究はその後、デ・ハビランド社にいたジョン・フロストとアブロ社のジム・チェンバリンに引き継がれた。
CF-100 Mark1 の試作機（シリアル18101）は全体を光沢の有る黒で塗装され、胴体とエンジンの側面に白い水平の稲妻模様が描かれた姿で工場から現れた。CF-100試作機は、グロスター社のチーフ･パイロット、ビル・ウォータートンの操縦によって1950年1月19日に初飛行を行った。CF-100は新開発のオレンダ・エンジンを装備することになっていたが、試作には間に合わなかったため、Mark1（シリアル18101と18102の2機）は2,950kgの推力を持つロールス・ロイス エイヴォン R.A.3 ターボジェットエンジン2基を装備していた。
先行生産型であるMk2の試作機10機（シリアル18103～18112）はいずれもオレンダ2エンジン（推力2,720kg）を装備していた。そのうち1機は複操縦装置を装備した練習機型で、Mk2Tと称した。最初の量産型Mk3は、APG-33レーダーを装備して、8門の12.7mm機銃を胴体下にパック式に装着した。エンジンはオレンダ8（推力2,720kg）である。また複操縦装置付のMk3CTとMk3DTも作られ、訓練部隊に引き渡された。

## 生産
1950年9月に、カナダ空軍は量産型Mk3を124機発注し、1953年から量産型の配備が始まった。しかしMk3の生産は70機（シリアル18113～18182）で打ち切られ、以後はロケット弾の武装を追加したMk4に移行した。Mk4の試作機はMk2の10号機を改造したもので、1952年10月11日に初飛行した。機首にはより大きなAPG-40レーダーが収められたために長く、丸みを帯びたものとなり、自動捜索・射撃の行える火器管制装置が装備された。胴体下の武装パックはブローニング M3 12.7mm機関銃8丁のものとMk4 FFAR マイティ・マウス対空ロケット弾48発収容のものとが選択でき、また両翼端にはマイティ・マウス各29発収容可能なポッドが装着された。このポッドは大型の燃料増槽と交換することができた。オレンダ9エンジン（推力2,945kg）を装備したタイプをMk4Aといい、エンジンをより強力なオレンダ11（推力3,400kg）に変更したタイプをMk4Bと称する。Mk4の発注は510機に達した。
CF-100の最後のタイプは1955年から配備が始まった高高度型のMk5であり、これは翼端を1.8m延長し、水平尾翼を大型化して高空性能を増したもので、武装も機銃を廃止してロケット弾のみとなった。Mk5はMk4の発注分を途中から引き継ぐ形で生産され、全部で332機が作られた。
このほか、アブロ・カナダ CF-105 アロー戦闘機の配備までの「つなぎ」としてスパロー II ミサイルを装備しアフターバーナー付のオレンダ11Rエンジン（推力3,740kg）を装備したMk6も提案されたが実現しなかった。また、主翼と水平尾翼に25度の後退角を付けたCF-103が、1951年にモックアップ作成まで進んだが生産は見送られた。

## 経歴
CF-100は、アメリカとカナダの北アメリカ航空宇宙防衛司令部（NORAD）の下で、アメリカ北方空域をソ連の核装備の爆撃機の侵入から守るために活動した。さらに、北大西洋条約機構（NATO）の一員として、1956年から1962年に掛けて、4つのカナック部隊がカナディア・セイバー部隊と交代してヨーロッパに駐在した。彼らはしばしば、他の部隊が行動できないような視界ゼロの悪天候の中で活動した。カナックは自国では無塗装であったが、海外勤務部隊では、上面がダークシーグレーと緑、下面がライトシーグレーという、イギリス式の迷彩塗装が施された。
アブロ社のチーフ開発テストパイロットであるヤーノシュ・ズラコウスキは、CF-100によるアクロバット飛行を何度か試み、特に1955年のファーンボロ航空ショーにおいて見せた「木の葉落し（falling-leaf）」の技は圧倒的で、多くの航空関係者、工業関係者から「グレート・ズラ」と賞賛された。彼らは、大きな全天候戦闘機がかくも迫力の有る飛行を行うことが信じられなかった。後にベルギーがCF-100の導入に踏み切ったのも、おそらく彼のパフォーマンスの成果である。
CF-100は各タイプ合わせて692機が製作され、そのうち53機がベルギー空軍に引き渡された。当初の設計では耐用時間わずか2,000時間とされていたが、カナックの機体は飛行時間が20,000時間を超えても使用に耐えることが確認された。そのため、CF-101 ヴードゥーと交替して最前線から引退したあとも、オンタリオ州のノース・ベイに駐在するカナダ軍第414飛行中隊に1981年まで所属し、偵察、訓練、および電子戦の任務についていた。今でも相当数のCF-100がカナダ国内やその他の場所で展示されている。
CF-100の後継として計画されたCF-105アローは、カナダ製の洗練されたオレンダ・イロコイエンジンを装備していたが、カナダ政府の納得感に乏しい決定によって1959年にキャンセルされた。

## 各型解説
- CF-100 Mark1：最初の試作型。2機。
  - CF-100 Mark1P：写真偵察機型。提案のみ。
- CF-100 Mk2：先行生産型。10機。
  - CF-100 Mk2T：CF-100 Mk2の複座練習機型。10機のうち2機。
- CF-100 Mk3：複座の全天候長距離要撃戦闘機。カナダ空軍のための最初の量産型。70機。
  - CF-100 Mk3A：CF-100 Mk3のオレンダ2ターボジェットエンジン装備型。21機。
  - CF-100 Mk3B：CF-100 Mk3のオレンダ8ターボジェットエンジン装備型。45機。
  - CF-100 Mk3CT：CF-100 Mk3の1機を改造した複座練習機型。後にCF-100 Mk3Dとなった。
- CF-100 Mk4：複座の全天候長距離要撃戦闘機。Mk2の1機を改造。
  - CF-100 Mk4A：CF-100 Mk4をオレンダ9ターボジェットエンジン装備としたもの。137機。
  - CF-100 Mk4B：CF-100 Mk4をオレンダ11ターボジェットエンジン装備としたもの。141機。
  - CF-100 Mk4X：CF-100 Mk4の改装型。提案のみ。
- CF-100 Mk5：複座の全天候長距離要撃戦闘機。オレンダ11またはオレンダ14ターボジェットエンジン装備。332機。
  - CF-100 Mk5D：CF-100 Mk5の少数機をECM（対電子戦）機およびEW（電子警戒）機としたもの。
  - CF-100 Mk5M：少数のMk5にAIM-7スパローII空対空ミサイル運用機能を持たせたもの。
- CF-100 Mk6：AIM-7スパローII空対空ミサイル装備型。提案のみ。

## 使用者
- カナダ ： カナダ空軍、カナダ統合軍
- ベルギー ： ベルギー空軍

## 性能諸元（CF-100 Mk5）
- 乗員： 2名（パイロットおよび航空士）
- 全長： 16.5 m
- 全幅： 17.4 m
- 全高： 4.4 m
- 翼面積： 54.9 m2
- 空虚重量： 10,500 kg
- 全備重量： 15,170 kg
- エンジン： アブロ･カナダ オレンダ 11ターボジェット（推力 3,400 kg） ×2
- 最高速度： 888 km/h
- 航続距離： 3,200km
- 上昇限度： 13,700 m
- 上昇率： 44.5 m/s
- 推力重量比： 0.44
- 武装： 70 mm Mk4 FFAR マイティ・マウス ロケット弾ポッド（29 発） × 2（両翼端）

## 登場作品
『地球SOS』
第37回・第38回に地球空軍ベルギー基地所属機として登場。コンゴー地方のヌヤッサ草原に出現したバグア彗星人の楕円板型ロケット「スーパー・ヘルメット・ワーム」の攻撃に赴くが、性能差ゆえに全滅する。

## 参考図書
- 『世界のジェット戦闘機（アメリカ・日本及び諸国編）』（「航空情報」1968年10月号増刊）